# Autocesta A10
Die Autocesta A10 (kroatisch für ,Autobahn A10‘) ist die kürzeste kroatische Autobahn. Sie verbindet die Autocesta A1 mit der Grenze zu Bosnien und Herzegowina bzw. mit der bosnisch-herzegowinischen Autobahn 1. Als verlängerter Arm der Autocesta A5 dient sie vor allem dem Transitverkehr von Ungarn aus über Bosnien und Herzegowina zum Hafen nach Ploče und ist Teil des TEN-Korridors 5c (Europastraße 73).
Ursprünglich wurde auch die D 425 als Teil der A10 geplant. Diese Planungen wurden aber nach der Konkretisierung der Ausbaupläne der A1 geändert.